# 김두량 필 삽살개
김두량 필 삽살개(金斗樑 筆 犬圖)는 부산광역시 수영구에 있는, 金斗樑이 1743년에 그린 삽살개 그림과 정조대왕이 쓴 화제로 구성되어 있다. 2019년 5월 29일 부산광역시의 유형문화재 제204호로 지정되었다.

## 개요
이 작품은 金斗樑이 1743년에 그린 삽살개 그림과 정조대왕이 쓴 화제로 구성되어 있다. 원래 당대에 제작된 <諸家名品畵帖>의 머릿그림이었으나 근간에 따로 떼어 족자로 장황하였고 보존상 보호 액자로 이중 표구되어 있다. 김두량은 화원으로서 別提에 발탁되었고, 영조의 총애를 받아 南里라는 호를 직접 하사받았던 것으로 보아 화원으로서의 평가가 대단히 높았음을 알 수 있다.
그림의 구도는 삽살개가 고개를 들고 입을 벌려 짖는 자세를 측면으로 화면에 꽉 차게 구성했으며, 약간의 경사를 두어 담묵의 태 점으로 지면을 나타냈다. 활달하면서도 卯方이 넘치는 필치의 이 그림은 개의 표정을 실감나게 그려 귀를 대고 있으면 마치 컹컹 소리가 들릴 것 같다. 또한 가는 붓을 반복적으로 사용하여 움직이는 털의 흐름을 한올한올 표현함으로써 명암이 잘 드러나 있다. 개의 머리와 등 쪽은 검정 얼룩이 든 개의 옆모습을 섬세하게 묘사하고 있고 콧등과 코털, 눈의 생생한 묘사와 휘말아 치켜 올린 꼬리에 표현된 털이 그 정밀성을 부각시킨다. 앞을 향해 한걸음 내딛는 발동작의 描出은 활달하면서도 생동감 넘치는 삽살개의 움직임을 잘 보여준다.
화제의 내용은 '柴門夜直 是爾之任 如何途上 晝亦若此 癸亥 六月 初吉 翌日 金斗樑圖'로 '밤에 사립문을 지키는 것이 너의 소임인데 어찌 낮에 길 가운데에서도 이같이 하는 가? 계해(1743년, 영조 19) 6월 초하루 다음날 김두량이 그림'으로 해석된다. 현존하는 영조의 글씨와 대조하여 화제의 8자 글자 ‘門, 之, 任, 上, 此, 六, 士, 入’와 정확히 일치하는 글씨를 찾을 수 있고 나머지 글자 또한 기본 획과 필선에서 영조의 필체임이 확인된다.
김두량의 <삽살개>가 국내에 처음 소개된 것은 1972년 이동주선생의 『한국회화소사』를 통해서이다. 영국에 있다고 알려진 이 그림은 벨기에 인이 50년도 넘게 소장했는데, 일본의 고미술상인을 통해 일본 도쿄로 건너와 일본인이 소장하다가 우리나라로 환수된 문화재이다.
김두량 필 삽살개는 당대 왕인 영조의 필체를 볼 수 있는 영모화로 그 의미가 남다르며, 둘째 김두량의 현존하는 개 그림 중 유일하게 그의 이름이 기록된 작품이자, 셋째 조성 년대가 명확한 개 그림이다. 이 작품의 가치는 반백년이상 국외로 유출된 문화재를 어렵게 환수했다는 사실에서 그 의미가 크다.

## 같이 보기
- 김두량

## 참고 문헌
- 김두량 필 삽살개 - 국가유산청 국가유산포털